# Maren Rainer
Maren Rainer (* 16. Februar 1983 in München) ist eine deutsche Synchronsprecherin. Sie synchronisiert unter anderem Shenae Grimes in der Fernsehserie 90210.

## Karriere
Bereits im Alter von fünf Jahren sprach sie erstmals kleinere Sprechrollen, die sie durch ihren Vater, den Schauspieler und Synchronsprecher Leon Rainer, vermittelt bekam. Als Kinderdarstellerin hatte sie auch kleinere Auftritte in Kino- und Fernsehproduktionen.
Mittlerweile arbeitet sie hauptberuflich als Sprecherin, vorrangig in der Synchronisationsbranche, aber auch im Bereich der Werbung, Dokumentation- und Hörspielaufnahmen. Ende der 2000er Jahre begann Rainer als Synchronbuchautorin tätig zu werden, so stammen die deutschen Dialoge zu der US-Krimiserie In Plain Sight – In der Schusslinie (seit 2009) oder zu der Disney-Sitcom Meine Schwester Charlie (seit 2010) aus ihrer Feder.

### Synchronisation
Zeichentrick und Anime
Ihre erste Serienhauptrolle erhielt sie in der japanischen Zeichentrickserie Die Kinder vom Berghof als kleines Mädchen Annette, die von 1995 bis 1996 auf RTL II ausgestrahlt wurde. Mitte der 2000er Jahre übernahm sie erneut diverse weibliche Hauptrollen in japanischen Animeserien, so sprach sie Reika Mishima in RahXephon (2004–2005), die zweite Stimme von Kagura in Inu Yasha (2005–2006), Esther Blanchett in Trinity Blood (2006–2007) als auch in den Animefilmen Kikis kleiner Lieferservice (2005) und in Stimme des Herzens – Whisper of the heart (2007). Des Weiteren lieh sie auch Disney-Trickfiguren ihre Stimme, unter anderem sprach sie Rose alias Jägergirl in American Dragon (2005–2007), die Wasserfee Silberhauch in Tinkerbell (2008) und dessen Fortsetzungen (2009–2011), welche im englischen Original von Lucy Liu gesprochen wurde, 2010 Barbie in Toy Story 3 und 2011 Julia in Gnomeo und Julia. Sie sprach zudem Michiru Kaio/Sailor Neptune in den Serien Sailor Moon Crystal (2016–2017) , sowie in den Filmen Sailor Moon Eternal (2021) und Sailor Moon Cosmos (2024).
Serien
Bereits 1996 hatte Maren Rainer eine feste Rolle in der Familienserie Willkommen im Leben als Danielle Chase. Nach ihrer Schulausbildung sprach sie ab 2002 vier Jahre lang in mehr als 530 Folgen die Rolle der Bridget Forrester in der US-Soap Reich und Schön. 2006 war sie außerdem für Leighton Meester als Savannah Barnett in der Mysteryserie Surface – Unheimliche Tiefe zu hören, 2005 bis 2008 für Billie Piper in der britischen Science-Fiction-Serie Doctor Who und von 2009 bis 2010 für Chelsea Staub als Stella Malone in JONAS – Die Serie. Weitere Hauptrollen wurden ihr angeboten, so hört man sie seit 2009 als Brandi Shannon der US-Krimiserie In Plain Sight – In der Schusslinie, sowie als Annie Wilson, gespielt von Shenae Grimes, in den Jugendserie 90210, von 2011–2013 für Esmé Bianco als Prostituierte Ros in der Fantasieserie Game of Thrones, 2011 als Studienabbrecherin Melanie Barnett in der Sportler-Dramedy The Game, 2012 für Elisha Cuthbert als Alex Kerkovich in der Sitcom Happy Endings und im selben Jahr für Minka Kelly als Eve French, eine der Charlie’s Angels. 2013–2014, 2016: für Jamie Chung in Once Upon a Time – Es war einmal … als Mulan. 2018 synchronisierte sie Hannah Emily Anderson als Jenna Betancourt in der Horror-Serie The Purge – Die Säuberung.
Filme
Seit Anfang der 2000er Jahre lieh Maren Rainer vielen bekannten Jungschauspielerinnen in Kinofilmen ihre Stimme, so synchronisierte sie beispielsweise Mandy Moore in der Nicholas-Sparks-Verfilmung Nur mit Dir – A Walk to Remember (2002), Scarlett Johansson in der Komödie Immer Ärger mit Schweinchen George (2003) und in dem Oscar-prämierten Spielfilm Lost in Translation (2003), Evan Rachel Wood in dem Filmdrama The Missing (2004), Hayden Panettiere in Liebe auf Umwegen (2004), Jena Malone im biografischen Filmdrama Hitler – Aufstieg des Bösen (2004) und in der Teenagerkomödie American Girl (2007). Des Weiteren sprach sie Sarah Roemer im Thriller Disturbia (2007) und der High-School-Komödie Fired Up! (2009), Amber Heard im Actionfilm The Fighters (2008) und dem Horrorfilm Stepfather (2009), Kat Dennings in den Komödien Nick und Norah – Soundtrack einer Nacht (2009) und Defendor (2010) so wie Olivia Wilde in der Comic-Verfilmung Cowboys & Aliens (2011). Außerdem hörte man sie als weibliche Protagonistin unter anderem im britischen Coming-of-Age-Film Driving Lessons – Mit Vollgas ins Leben (2008), im Fantasyfilm Prinzessin Ithaka (2009) und im biografischen Fernsehfilm William und Kate – Ein Märchen wird wahr (2011). 2014 und 2019 sprach sie Wyldstyle in The LEGO Movie und The LEGO Movie 2.

### Hörproduktionen
Im Sommer 2009 trat Maren Rainer beim Live-Hörspiel Die rosarote Brille, inszeniert von den Münchner „HörSpieler“, im Rationaltheater auf.
Im Jahr 2010 sprach sie die Rolle der Schwester Rosi in der Holysoft-Hörspielreihe Heff der Chef (Folge 4), außerdem war sie 2011 bei der Fantasy-Hörspielserie Drachenlanze (Folge 1 und 2) beteiligt. Beim Label Arena Audio wirkte in den Hörbuchfassungen der ersten drei Bände der „Sina-Reihe“ von Ilona Einwohlt mit, so las sie zusammen mit Tinka Kleffner Mein Pickel und ich (2010), Die Schule und ich (2011) und Mein Knutschfleck und ich (2011).